# 79 Ceti
79 Ceti (También conocida como HD 16141) es una estrella subgigante amarilla aproximadamente a 117 años luz, en la constelación Cetus. La fusión nuclear de hidrógeno de su núcleo está detenida, lo que implica una edad mucho mayor que la de nuestro Sól, unos 4.5 billones de años. Más adelante, sus capas exteriores se expandirán y enfriarán hasta convertirse en una gigante roja. Actualmente 79 Ceti es dos veces más luminosa que el Sól.
En el año 2000, se conoció que un planeta extrasolar orbita 79 Ceti.